# Gustav Siedenburg
Gustav Siedenburg (* 5. April 1813 in Schwerin; † nach 1857, vermutlich in New York City; vollständiger Name: Christian Friedrich Julius Gustav Siedenburg) war ein deutscher Theologe, Pädagoge, Journalist und 1848/49 Mitglied der Mecklenburgischen Abgeordnetenversammlung.

## Leben
Gustav Siedenburg war ein Sohn des Arztes und Apothekers Dr. (Johann) Gottlieb Siedenburg (1772–1858) und dessen Frau Juliane Sophie Conradine, geb. Friese (1778–1848). Er besuchte die Domschule Ratzeburg und die Große Stadtschule Wismar, die er Ostern 1835 mit dem Abitur abschloss. Von Sommer 1835 bis 1838 studierte er Evangelische Theologie, zunächst an der Universität Rostock, dann an der Universität Berlin. Nach Abschluss seines Studiums war er Hauslehrer auf dem Gut Alt Poorstorf (heute Ortsteil von Passee).
Am 13. August 1838 erhielt er vom Wismarer Superintendenten Joachim Heinrich Eyller nach bestandener Prüfung die licentia concionandi und damit die Anstellungsfähigkeit als Geistlicher. Er bekam jedoch keine Berufung als Pastor und war in den 1840er Jahren als Lehrer in Wismar tätig.
In Wismar wurde Siedenburg eine treibende Kraft der demokratischen Reformer. 1845 setzte er sich, von Haus zu Haus gehend, erfolgreich für die Einrichtung der Straßenbeleuchtung ein, und 1846 gab er entscheidende Anstösse zur Gründung des Gewerbevereins.
Bei der ersten demokratischen Wahl in Mecklenburg wurde Siedenburg am 3. Oktober 1848 im Wahlkreis Mecklenburg-Schwerin 16:	Groß Stieten zum Mitglied der Mecklenburgischen Abgeordnetenversammlung gewählt. Hier schloss er sich der Fraktion der Reformvereine, der Linken, an und gehörte 1849 zur Minderheit, die gegen Staatsgrundgesetz und Wahlgesetz stimmten, weil sie ihnen nicht weit genug gingen.
Er wurde für kurze Zeit Redakteur und Verleger der von dem Buchhändler Johann Heinrich Sievers gegründeten radikal-demokratischen Mecklenburgischen Dorfzeitung, bis diese am 17. Juli 1851 verboten wurde.
Wohl im Sommer 1851 wanderte Siedenburg als Forty-Eighter in die USA aus und kam nach New York City, wo er am 19. November 1851 Caroline Friederike Elisabeth, geb. van Duytz heiratete. Am 15. Januar 1857 wurde er Staatsbürger der Vereinigten Staaten. Sein weiterer Lebensweg liegt noch im Dunkeln.